# Municipio de Zacatecas
El municipio de Zacatecas es uno de los 58 municipios del estado mexicano de Zacatecas. Su cabecera es la localidad de Zacatecas, que también ejerce como capital del estado.

## Geografía
El municipio de Zacatecas se encuentra en la zona central del estado y entre las coordenadas geográficas 22°37′ - 22°51′ N y 102°32′ - 102°51′ O, su elevación fluctúa entre los 2800 y los 2100 metros sobre el nivel del mar y su extensión territorial es de 444 kilómetros cuadrados.

### Carreteras principales
- Carretera Federal 45
- Carretera Federal 54

### Municipios adyacentes
- Municipio de Morelos – norte
- Municipio de Vetagrande – noreste
- Municipio de Guadalupe – sureste
- Municipio de Genaro Codina – sur
- Municipio de Villanueva – suroeste
- Municipio de Jerez – oeste
- Municipio de Calera – noroeste

## Demografía
De acuerdo con el Censo de Población y Vivienda de 2020 realizado por el Instituto Nacional de Estadística y Geografía, el municipio de Zacatecas tiene una población total de 149,607 habitantes de los cuales 71,972 son hombres y 77,635 son mujeres.

### Localidades
El municipio de Zacatecas tiene un total de 70 localidades, las principales y el número de habitantes en 2020 son las siguientes:
| Localidad                          | Población |
| Total Municipio                    | 149 607   |
| Zacatecas                          | 138 444   |
| Cieneguillas                       | 2 753     |
| González Ortega (Machines)         | 944       |
| La Pimienta                        | 941       |
| Picones                            | 840       |
| Benito Juárez (San Cayetano)       | 820       |
| Francisco I. Madero                | 728       |
| García de la Cadena (El Visitador) | 625       |
| El Maguey                          | 453       |
| Las Chilitas                       | 432       |

## Política
El gobierno del municipio le corresponde, como en todos los municipios de México, al ayuntamiento, estando éste conformado por el presidente municipal, un síndico y el cabildo compuesto por veinte regidores, siendo doce electos por mayoría y ocho por el principio de representación proporcional. El ayuntamiento es electo mediante voto universal, directo y secreto para un periodo gubernamental de tres años renovables para el periodo inmediato, entran a ejercer su cargo el día 15 de septiembre del año de la elección.

### Representación legislativa
Para la elección de Diputados al Congreso de Zacatecas y al Congreso de la Unión, el municipio de Zacatecas se encuentra integrado en los siguientes distritos electorales:
Local:
- I Distrito Electoral Local de Zacatecas con cabecera en Zacatecas.
- II Distrito Electoral Local de Zacatecas con cabecera en Zacatecas.

Federal:
- III Distrito Electoral Federal de Zacatecas con cabecera en la ciudad de Zacatecas.[6]